# Krammer (boot)
Een Krammer is een type motorboot voor de pleziervaart. Het ontwerp komt van ontwerper Dick Lefeber, die het tekende voor de Eista Werf in Nederhemert-Zuid. Tussen 1970 en 1977 zijn er ongeveer 90 Krammers gebouwd. 65 daarvan varen nog en zijn bekend bij de Krammerclub.
De Krammer is een polyester uitvoering van de stalen motorboot Doerak. Toen stalen motorboten concurrentie kregen van de goedkopere uitvoeringen van polyester ging ook de Eista Werf deels over op polyester. Voordeel voor de eigenaren was het geringere onderhoud. Om kosten te besparen en zeker te zijn van goede vaareigenschappen werd gebruikgemaakt van de mallen van een Engels vissersscheepje. Dat ontwerp had goedkeuring van Lloyd's om buitengaats te zeilen. 
Er zijn twee types van de Krammer, de 700 zonder en de 780 AK met achterkajuit. Ze werden aangeboden als motorboot en als motorsailer, eventueel met een vaste kap in plaats van de kuiptent.
Voortstuwing geschiedt bij de 700 door een 2-cilinder dieselmotor van het merk Farymann (23 pk) en bij de 780 AK door een 2-cilinder Volvo Penta scheepsdiesel van 25 pk.

## Speciale eigenschappen
Een gangboord ontbreekt vrijwel geheel. De binnenruimte kan over de volledige breedte worden gebruikt. Via een voordeur kan veilig naar de voorkuip worden gelopen. Het hoge vrijboord, de zelflozende voor- en achterkuip en de rondspantvorm maken de boot geschikt voor het varen op ruim water. De combinatie van een lage doorvaarthoogte en een geringe diepgang maakt dat een Krammer onder de meeste bruggen door kan varen.